# Matías Quagliotti
Matías Quagliotti, vollständiger Name Matías Quagliotti Ponce de León, (* 17. August 1985 in Trinidad) ist ein uruguayischer Fußballspieler.

## Karriere
Der je nach Quellenlage 1,76 Meter oder 1,93 Meter große Defensivakteur bzw. Mittelfeldakteur Quagliotti stand zu Beginn seiner Karriere mindestens ab der Clausura 2006 im Kader des Erstligisten Montevideo Wanderers. Dort stehen in den Spielzeiten 2009/10, 2010/11 und 2011/12 jeweils 23 (ein Tor), 28 (vier Tore) und 7 (kein Tor) Spiele in der Primera División für ihn zu Buche. 2012 wechselte er innerhalb Montevideos zum Racing Club. 13 Ligaspielen in der Saison 2011/12 folgten noch zwei weitere in den anschließenden Spielzeit. Ein Tor erzielte er nicht. Noch im selben Jahr verließ er die Montevideaner allerdings in Richtung Venezuela. Dort schloss er sich Deportivo Táchira an. In der Spielzeit 2012/13 werden sechs Ligaeinsätze (kein Tor) für Quagliotti geführt. Zur Apertura 2014 kehrte er zu den Montevideo Wanderers zurück. In der Saison 2014/15 wurde er elfmal (zwei Tore) in der Primera División und einmal (kein Tor) in der Copa Libertadores 2015 eingesetzt. Sein letzter Einsatz für die Wanderers datiert vom 24. Mai 2015. Am 23. Juni 2016 wurden für ihn im Rahmen der 13. Copa Nacional de Clubes in der Divisional B „Sr. Constante Giménez“ zwei Tore als Spieler von Porongos Trinidad geführt.